# Megalobrama elongata
Megalobrama elongata Huang & Zhang, 1986 è un pesce osseo della famiglia Cyprinidae.

## Morfologia
Può arrivare a misurare anche 32 cm.

## Ambiente
Vive in ambienti bentopelagi e d'acqua dolce con clima subtropicale.

## Distribuzione
Vive nello Sichuan in Cina.